# Thomas Linke
Thomas Linke (* 26. Dezember 1969 in Sömmerda) ist ein deutscher Fußballfunktionär und ehemaliger Fußballspieler. Bei Rot-Weiß Erfurt wurde er zum Fußballprofi und verbrachte anschließend insgesamt 13 Jahre beim FC Schalke 04 und beim FC Bayern München, mit denen er zahlreiche Titel gewann, unter anderem zwei Europapokale. Für die deutsche Nationalmannschaft bestritt er 43 Spiele und nahm mit ihr an der Europameisterschaft 2000 und Weltmeisterschaft 2002 teil.

## Spielerkarriere

### Vereine

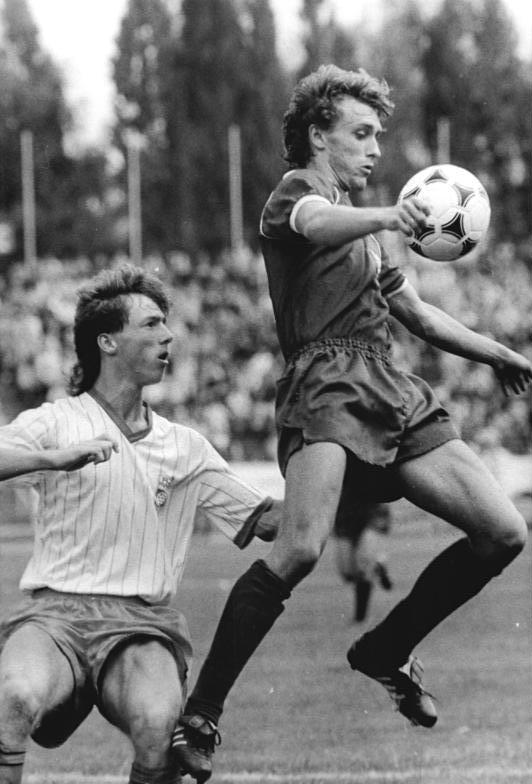
Linke (links) im Zweikampf mit Thomas Doll beim Spiel BFC Dynamo gegen Rot-Weiß Erfurt (1989)

Linke begann 1977 bei der BSG Robotron Sömmerda mit dem Fußballspielen und wechselte 1983 zum FC Rot-Weiß Erfurt und auf die KJS der damaligen Bezirksstadt. Von dort gelang ihm 1989 der Aufstieg in die erste Mannschaft, die in der DDR-Oberliga spielte. Der dritte Tabellenplatz in der letzten Oberligasaison 1991 berechtigte zur Teilnahme an der 2. Bundesliga, in der Linke zum Stammspieler avancierte, aber mit den Thüringern abstieg.
Beim 2:1-Pokalerfolg von Rot-Weiß Erfurt gegen den FC Schalke 04 wurden die Gelsenkirchener auf Linke aufmerksam und verpflichteten den Abwehrspieler 1992. Auch beim FC Schalke erkämpfte sich Linke schnell einen Stammplatz und bestritt bis 1998 175 Bundesligaspiele und gewann zudem 1997 den UEFA-Pokal.
1998 wechselte Linke zum FC Bayern München, bei dem er seine erfolgreichste Zeit erlebte. So gewann er mit den Bayern fünfmal die Meisterschaft, dreimal den DFB-Pokal, viermal den Ligapokal, 2001 das Champions-League-Finale gegen den FC Valencia und anschließend den Weltpokal. Im Champions-League-Finale verwandelte er im Elfmeterschießen den letzten und entscheidenden Elfmeter.
Linke hatte lange Zeit einen Stammplatz sicher. In seiner letzten Saison beim Rekordmeister verlor er unter dem damaligen Trainer Felix Magath den Stammplatz allerdings an Robert Kovač. Neben 166 Bundesligapartien absolvierte der gebürtige Thüringer auch 54 Europapokalspiele für die Bayern.
Nachdem in der Winterpause der Saison 2004/05 Blackburn-Trainer Mark Hughes Interesse an dem Routinier bekundete und Linke sich ebenfalls an einem Transfer interessiert zeigte, war der 36-Jährige im Sommer 2005 ablösefrei auf dem Markt. 1860 München unter Cheftrainer Reiner Maurer hätte Linke als Führungsfigur verpflichten wollen.
Zu Beginn der Saison 2005/06 wechselte der Verteidiger jedoch nach Österreich zum Bundesligisten Red Bull Salzburg, mit dem er 2007 als Mannschaftskapitän Meister wurde. Doch sein Vertrag wurde nicht verlängert.
Im Juni 2007 holte der FC Bayern Linke zurück. Ziel war, ihn als Kapitän der zweiten Mannschaft einzusetzen, um dabei zu helfen, mit dem Team die Qualifikation zur ab der Saison 2008/09 neu eingeführten 3. Liga zu erreichen. Linke erfüllte die in ihn gesetzten Erwartungen und stieg mit Bayern II auf.
Zum Saisonende 2007/08 beendete er seine aktive Fußballkarriere.

### Nationalmannschaft
1989 wurde Linke in die Fußballolympiaauswahl der DDR berufen, mit der er mehrere Testspiele bestritt. Noch vor Beginn der Qualifikationsspiele für Olympia 1992 wurde die Mannschaft im Zuge der deutschen Wiedervereinigung zurückgezogen. Sein Debüt in der A-Nationalmannschaft gab Linke am 15. November 1997 beim 3:0-Erfolg gegen Südafrika. Mit der Nationalelf, für die er 43-mal spielte, nahm er an der Europameisterschaft 2000 und der Weltmeisterschaft 2002 teil. 2002 wurde er mit dem deutschen Team Vize-Weltmeister und erzielte am 1. Juni 2002 beim 8:0 im Vorrundenspiel der Gruppe E gegen Saudi-Arabien sein einziges Tor. Im Juli 2002 trat er aus der Nationalmannschaft zurück, erklärte jedoch, im Notfall zur Verfügung zu stehen. Völler nominierte Linke aufgrund von Personalproblemen für das EM-Qualifikationsspiel im September 2002 in Kaunas gegen Litauen; am 7. September 2002 kam er in jenem Spiel zum Einsatz. Nach dem Spiel sagte er „Das kann mein letztes Spiel gewesen sein“ und fügte hinzu „Wenn die anderen Verteidiger wieder fit sind, dann war es mein letztes Länderspiel.“ Am 16. August 2004 erhielt er von Jürgen Klinsmann, der auf Rudi Völler gefolgt war, eine Einladung für die Nationalmannschaft, als er nachträglich für das Freundschaftsspiel im Ernst-Happel-Stadion in Wien gegen Österreich nominiert wurde. Linke stand am 18. August 2004 in besagtem Spiel in der Anfangself und wurde auch nicht ausgewechselt.

## Managerkarriere
Am 12. September 2007 wurde Thomas Linke neben seiner Spielertätigkeit Assistent von Sportdirektor Heinz Hochhauser bei Red Bull Salzburg. Nach dem Ende seiner aktiven Karriere im Sommer 2008 konzentrierte er sich auf seine Tätigkeit im Management. Am 24. Februar 2011 übernahm er beim Regionalligisten RB Leipzig den Posten des Sportdirektors. Am 4. Mai 2011 gab RB Leipzig die Trennung bekannt. Der Vertrag wurde in gegenseitigem Einvernehmen mit sofortiger Wirkung aufgelöst, nachdem Linke seinen Rücktritt aus persönlichen Gründen angeboten hatte.
Am 10. November 2011 wurde er beim Zweitligisten FC Ingolstadt 04 als neuer Sportdirektor vorgestellt. Unter Linke stieg der FC Ingolstadt in der Saison 2014/15 in die Bundesliga auf und erreichte in der Saison 2015/16 den Klassenerhalt. Nachdem man in der Saison 2016/17 wieder in die 2. Bundesliga abgestiegen war, trat Linke von seinem Posten zurück.
Im November 2018 wurde Linke externer Berater des FC Ingolstadt 04. Nach dem Abgang des Sportgeschäftsführers Harald Gärtner übernahm er am 2. April 2019 übergangsweise bis zum Ende der Saison 2018/19 die sportliche Verantwortung des abstiegsbedrohten Zweitligisten. Nach dem Abstieg des FCI beendete er sein Engagement im Verein endgültig.

## Erfolge
- Vize-Weltmeister: 2002
- Weltpokal-Sieger: 2001
- Champions-League-Sieger: 2001
- Champions-League-Finalist: 1999
- UEFA-Pokal-Sieger: 1997 (mit Schalke 04)
- Deutscher Meister (5): 1999, 2000, 2001, 2003, 2005
- DFB-Pokal-Sieger (3): 2000, 2003, 2005
- Ligapokal-Sieger (4): 1998, 1999, 2000, 2004,
- Österreichischer Meister: 2007 (mit RB Salzburg)